# محوطه قویله
محوطه قویله مربوط به دوره نوسنگی - عصر مس - عصر مفرغ است و در شهرستان کوهدشت، بخش کونانی، دهستان کونانی، ۱ کیلومتری جنوب روستای حیدرخانی، دامنه غربی مادیان کوه واقع شده و این اثر در تاریخ ۱۸ اسفند ۱۳۸۷ با شمارهٔ ثبت ۲۵۲۴۲ به‌عنوان یکی از آثار ملی ایران به ثبت رسیده است.